# Wii系列
Wii系列是任天堂电子游戏机Wii和Wii U衍生的一系列身体模拟游戏，截至2014年一共有16款游戏。游戏由知名電玩遊戲設計師宮本茂構思創作，使用共同的设计主题，特别是其中的休闲游戏风格和Mii整合。系列操作方式通过Wii遥控器、Wii U手柄和Wii平衡板的各种组合，来模拟现实生活活动。
2022年2月10日，在任天堂直面會上發布於2022年4月29日在任天堂Switch平台推出《Nintendo Switch 運動》，這是繼Wii U平台的《Wii運動俱樂部》後暌違8年推出的續作，亦是系列首次取代Wii名義的作品。 